# Stazione di Maebashi-Ōshima
La Stazione di Maebashi-Ōshima (前橋大島駅?, Maebashi-Ōshima-eki) è una stazione ferroviaria di Maebashi, nella prefettura di Gunma gestita dalla JR East.

## Linee
JR East
■ Linea Ryōmō

## Struttura
La stazione è realizzata in superficie con due marciapiedi laterali collegati da sovrappassaggio e dotata di ascensori.
| Binario | Linea         | Destinazioni principali                |
| ------- | ------------- | -------------------------------------- |
| 1       | ■ Linea Ryōmō | Isesaki, Kiryū, Ashikaga, Sano e Oyama |
| 2       | ■ Linea Ryōmō | Maebashi, Shin-Maebashi e Takasaki     |

## Stazioni adiacenti
| «           | Servizio    | »           |
| Linea Ryōmō | Linea Ryōmō | Linea Ryōmō |
| ----------- | ----------- | ----------- |
| Maebashi    | -           | Komagata    |